# Ascorhiza occidentalis
Ascorhiza occidentalis är en mossdjursart som beskrevs av Fewkes 1889. Ascorhiza occidentalis ingår i släktet Ascorhiza och familjen Clavoporidae. Inga underarter finns listade i Catalogue of Life.